# 가야산 (충남)
가야산(伽倻山)은 충청남도 서산시 운산면과 해미면, 예산군 덕산면 경계에 있는 한국의 화강암 산이다.
해발 678m로 서산에서는 물론 충남의 서부 지역에서 제일 높은 산이다. 이미 신라 시대부터 명산으로 알려져 일찍부터 이곳을 서진으로 삼았었다. 가야산으로부터 북쪽으로 난 산능선을 따라가면 해미면 산수리에서 석문봉 (石門峰)이 되는데, 석문봉이라 불린 것은 마치 커다란 문을 열어 놓은 듯한 모양으로 보이는 데서 유래되었다. 다시 북으로 운산면에 이르러서는 상왕산 (象王山)이 된다. 석문봉은 다시 서쪽으로 황락리에서 남쪽으로 이어지며, 해미읍내에 이르러 정산 (停山)이 되는데, 이 산은 해미면사무소의 뒷산이 되며 산 아래에는 해미읍성이 있다. 가야산에는 일락사가 있으며 주변에 많은 문화 유적을 간직하고 있고 자연 경관이 빼어나다. 특히 기암과 능선을 따라 피어있는 진달래와 억새풀이 유명하다. 또 가야산의 원효봉에는 KBS 중계소가 자리해 있다.

## 지질
가야산은 중생대 쥐라기 대보 화강암으로 구성되어 있다. 이 화강암은 서산시와 예산군 평야 지대에 넓게 분포하는 화강암의 일부이다. 

## 같이 보기
- 원효봉
- 한국의 산
- 한국의 화강암
- 서산시의 지질
- 예산군의 지질